# Yainer Acevedo
Yainer Acevedo (Cartagena de Indias, Bolívar, Colombia; 6 de mayo de 1992) es un futbolista colombiano. Juega de mediocampista.

## Clubes
| Club              | País     | Año       | Part | Goles |
| ----------------- | -------- | --------- | ---- | ----- |
| Real Cartagena    | Colombia | 2011-2016 | 154  | 7     |
| Alianza Petrolera | Colombia | 2017      | 3    | 0     |
| Real Cartagena    | Colombia | 2017-2018 | 51   | 7     |
| Deportivo Pereira | Colombia | 2019      | 35   | 6     |

## Palmarés

### Campeonatos nacionales
| Título    | Clunb             | País     | Año  |
| --------- | ----------------- | -------- | ---- |
| Primera B | Deportivo Pereira | Colombia | 2019 |